# きもしば
『きもしば』は、クーリアのキャラクター。2016年10月2日から12月25日まで第1期、2017年4月2日から6月25日（全26話）まで第2期が「きんだーてれび」内にてテレビアニメ化。

## キャラクター
きもしば
妖怪なのか犬なのか？！手触りはアメリカンドッグのようなもの？！カレー（特にカレーパン）が大好物？！職業葬儀屋？！
マツ
きもしばのペット兼、友人。普通の柴犬だが、アヤカシが見える。（凝視するだけで何もしないがあっちの世界の住人に恐れられている）。きもしばに散歩をしてもらうが、稀にマツがきもしばを散歩させることもある。
かんのん
いつも優しくきもしばを見守る大家さん。福々寺（ぷくぷくじ）から脱走してきた。会話はジェスチャーで表現。家賃の徴収日にはきもしばに恐れられている。きもしばがピンチになった時は色々な形態に進化して助けてくれる。
しーたまちゃん
日々、何かを呟いている繊細な人魂。暗そうだがよく喋る。きもしばに取り憑いているが全然気にされていない（ただ、よく近くで呟く為きもしばは、「うるさい、うざい」と若干思っている）。
チョロギ
増えたり減ったりする不思議生物。いつもきもしばに付きまとう（きもしばからチョロギを魅了するフェロモンが出ているため）きもしばをお助けするキャラでもある。突然変異することも？！食べるとすっぱい。

## テレビアニメ
テレビ東京系列の子供向けバラエティ番組『きんだーてれび』内にて、2016年10月から12月までは第1期が放送され、2017年4月から6月までは第2期が放送された。

### あらすじ
犬のような妖怪のような、正体不明の生き物「きもしば」と、そのペットの犬「マツ」を中心に、個性豊かなキャラクターたちの日常を描いた物語。

### スタッフ
- 原作 - クーリア
- 脚本・声 - 村野晃大
- 声（第2期） - 加藤慎吾
- キャラクターデザイン - んぎみや
- 演出協力 - 湖山禎崇
- CGディレクター - 上原仁
- 音響監督 - 長嶋篤史
- プロデューサー - 川嶋洋樹
- アニメーション制作 - トムス・エンタテインメント/トムス・ジーニーズ